# Маяк (виробниче об'єднання)
Виробниче об'єднання «Маяк» — федеральне державне унітарне підприємство з виробництва компонентів ядерної зброї, ізотопів, зберігання та регенерації відпрацьованого ядерного палива, розташоване в місті Озерськ Челябінської області.
Об'єднання обслуговує Кольську, Нововоронезьку і Білоярську атомні станції, а також переробляє ядерне паливо з атомних підводних човнів і атомного криголамного флоту.

## Виробництво
- реакторне,
- радіохімічне,
- хіміко-металургійне,
- радіоізотопне,
- приладобудівне.

## Історія
23 серпня 1946 було прийнято постанову Уряду про будівництво перших черг комбінату № 817 з виробництва плутонію (Челябінськ-40; ПО «Маяк»). До складу комбінату спочатку входили три об'єкти: об'єкт «А» — промисловий реактор, об'єкт «Б» — радіохімічний завод, об'єкт «В» — металургійний завод. Науковим керівником комбінату 817 був І. В. Курчатов; директорами комбінату на стадії його створення і становлення були П. Т. Бистров, Є. П. Славський, Б. Г. Музруков; головним інженером був Є. П. Славський; начальником будівництва — М. М. Царевський, головним інженером будівництва — В. А. Саприкін.
Початок історії ПО «Маяк» і міста Озерська поклали
перші працівники заводу N817. Генеральний план будівництва підприємства з переробки збройового плутонію, прийнятий у квітні 1946 р., передбачав спорудження житлового селища на 5 тис. осіб.

### Аварія 1957 року
29 вересня 1957 року на підприємстві сталася техногенна аварія — через порушення системи охолодження зруйнувалася ємність із високорадіоактивними відходами. Вибух повністю зруйнував ємність із неіржавної сталі, яка містила 70—80 т відходів, зірвав і відкинув убік на 25 метрів бетонну плиту перекриття каньйону — комірки для ємності у заглибленій бетонній споруді. Зі сховища в навколишнє середовище було викинуто суміш радіонуклідів загальною активністю 20 млн Кі.
Радіоактивні речовини рознесло на сотні квадратних кілометрів. Заражена територія, що утворилася внаслідок наслідків аварії, називається «Східно-Уральський радіоактивний слід».

### Викид радіації 2017 року
У листопаді 2017 року в районі підприємства «Маяк» було зареєстровано аномально високий рівень радіації. Одночасно сліди радіоактивного штучного ізотопу рутенію-106 поширилися Європою у вересні та жовтні. Такого викиду в континентальному масштабі не було з часів аварії на ЧАЕС. У січні 2018 року Французький інститут радіозахисту та ядерної безпеки (англ. Institute of Radioprotection and Nuclear Security) повідомив, що джерело забруднення знаходиться на півдні Уральських гір Росії. У доповіді виключається можливість випадкового викиду з ядерного реактора, заявляючи, що це, ймовірно, пов'язане з переробленням використаного ядерного палива.
І російський уряд, і «Росатом» тоді заперечували факт випадкового витоку на «Маяку». Та все ж 20 листопада Росія визнала свою причетність до забруднення, але продовжувала приховувати його джерело, заявляючи, що причиною забруднення міг стати супутник, що згорів у атмосфері.

### Історія в датах
- 9 червня 1948 — виведено на проєктну потужність перший в СРСР уран-графітовий промисловий реактор «А» («Аннушка»). Зупинений 16 червня 1987.
- 22 грудня 1948 — введено в експлуатацію радіохімічний завод з виділення збройового плутонію.
- 26 лютого 1949 — введено в експлуатацію хіміко-металургійне виробництво.
- Червень 1949 — отримано необхідну кількість плутонію для виготовлення першої атомної бомби, яка була випробувана 29 серпня 1949.
- Червень 1950 — березень 1966 — введені в експлуатацію сім реакторів для напрацювання збройового плутонію, останній з них був зупинений 1 листопада 1990.
- 1955 — створено дослідно-промисловий цех для виробництва радіоактивних ізотопів.
- 8 червня 1962 — введено в експлуатацію завод з виробництва радіоактивних ізотопів.
- 1977 — введено в експлуатацію комплекс РТ-1 по регенерації опроміненого ядерного палива.
- 9 березня 1982 — введено в експлуатацію реактор «Руслан».
- 2 травня 1988 — введено в експлуатацію реактор «Людмила».
- 25 червня 1991 — введено в експлуатацію цех заскловування високоактивних рідких відходів.
- 1997 рік — на підприємстві розпочато реалізацію програми високозбагачений уран — низькозбагачений уран «рос. ВОУ - НОУ».
- 1999 рік — розпочато широкомасштабну конверсію промислових реакторів.
- 2003 рік — прийнято в експлуатацію Сховище радіоактивних матеріалів (ХДМ — рос. Хранилище делящихся материалов).
- 2008 рік — початок реалізації Федеральної цільової програми «Ядерна та радіаційна безпека».